# Nivenia stenosiphon
Nivenia stenosiphon är en irisväxtart som beskrevs av Peter Goldblatt. Nivenia stenosiphon ingår i släktet Nivenia och familjen irisväxter. Inga underarter finns listade i Catalogue of Life.